# Liều gây chết trung bình
Trong độc chất học, liều gây chết trung bình (được viết tắt là LD50, LC50 hay LCt50) của một chất độc, chất phóng xạ, hoặc tác nhân gây bệnh là một liều cần thiết để giết chết phân nửa số cá thể được dùng làm thí nghiệm trong một thời gian thí nghiệm cho trước. Chữ số LD50 thường được dùng như một tiêu chí tổng quát cho các chất độc cấp tính. Thí nghiệm này được J.W. Trevan đưa ra năm 1927. Thuật ngữ semilethal dose (liều bán chết) thỉnh thoảng cũng được sử dụng với cùng một ý nghĩa, đặc biệt trong việc phiên dịch từ các văn bản không phải tiếng Anh, nhưng cũng có thể đề cập đến một liều gây chết phụ; do sự mơ hồ này, nó thường không được sử dụng. LD50 thường được tiến hành thử nghiệm trên các động vật như chuột thí nghiệm. Năm 2011, cơ quan quản lý Thực phẩm và Dược phẩm Hoa Kỳ đã chấp thuận các phương pháp thay thế cho LD50 để tiến hành thử nghiệm các mỹ phẩm BOTOX.

## Ví dụ
Chú ý: việc so sánh các chất (đặc biệt là thuốc) với mỗi chất khác theo LD50 có thể gây nhầm lẫn trong một số trường hợp (một phần) có sự khác biệt với liều có tác dụng (ED50). Do vậy, sẽ có hiệu quả hơn khi so sánh các chất như thế bởi chỉ số điều trị, là tỉ số LD50 t/ED50.
Các ví dụ sau được liệt kê sao với các giá trị LD50, xếp giảm dần, và cùng với các giá trị LC50, trong dấu {xx}.
| Chất                                                                      | Động vật, cách tiếp cận                                              | LD50 {LC50}                          | LD50: g/kg {LC50: g/L} tiêu chuẩn hóa | Reference     |
| ------------------------------------------------------------------------- | -------------------------------------------------------------------- | ------------------------------------ | ------------------------------------- | ------------- |
| Nước                                                                      | chuột cống,                                                          | 90.000 mg/kg                         | 90                                    | [ 4 ]         |
| Sucrose (đường)                                                           | chuột cống, uống                                                     | 29.700 mg/kg                         | 29,7                                  | [ 5 ]         |
| Monosodium glutamate (MSG)                                                | chuột cống, uống                                                     | 16.600 mg/kg                         | 16.6                                  | [ 6 ]         |
| Vitamin C (ascorbic acid)                                                 | chuột cống, uống                                                     | 11.900 mg/kg                         | 11.9                                  | [ 7 ]         |
| Cyanuric acid                                                             | chuột cống, uống                                                     | 7.700 mg/kg                          | 7.7                                   | [ 8 ]         |
| Cadmium sulfide                                                           | chuột cống, uống                                                     | 7.080 mg/kg                          | 7.08                                  | [ 9 ]         |
| Grain alcohol (ethanol)                                                   | chuột cống, uống                                                     | 7.060 mg/kg                          | 7.06                                  | [ 10 ]        |
| Melamine                                                                  | chuột cống, uống                                                     | 6.000 mg/kg                          | 6                                     | [ 8 ]         |
| Melamine cyanurate                                                        | chuột cống, uống                                                     | 4.100 mg/kg                          | 4.1                                   | [ 8 ]         |
| Natri molybdate                                                           | chuột cống, uống                                                     | 4.000 mg/kg                          | 4                                     | [ 11 ]        |
| Muối ăn                                                                   | chuột cống, uống                                                     | 3.000 mg/kg                          | 3                                     | [ 12 ]        |
| Paracetamol (acetaminophen)                                               | chuột cống, uống                                                     | 1.944 mg/kg                          | 1.944                                 | [ 13 ]        |
| Delta-9-tetrahydrocannabinol (THC)                                        | chuột cống, uống                                                     | 1.270 mg/kg                          | 1.270                                 | [ 14 ]        |
| Asen kim loại                                                             | chuột cống, uống người,                                              | 763 mg/kg                            | 0,763                                 | [ 15 ]        |
| Alkyl dimethyl benzalkonium chloride (ADBAC)                              | chuột cống, uống cá, ngâm động vật không xương sống trong nước, ngâm | 304,5 mg/kg {0.28 mg/L} {0.059 mg/L} | 0.3045 {0.00028} {0.000059}           | [ 16 ]        |
| Coumarin (benzopyron, từ Cinnamomum aromaticum và các loài thực vật khác) | chuột cống, uống                                                     | 293 mg/kg                            | 0,293                                 | [ 17 ]        |
| Aspirin (acetylsalicylic acid)                                            | chuột cống, uống                                                     | 200 mg/kg                            | 0,2                                   | [ 18 ]        |
| Caffein                                                                   | chuột cống, uống                                                     | 192 mg/kg                            | 0,192                                 | [ 19 ]        |
| Asen trisulfua                                                            | chuột cống, uống                                                     | 185–6,400 mg/kg                      | 0,185                                 | [ 20 ]        |
| Natri nitrit                                                              | chuột cống, uống                                                     | 180 mg/kg                            | 0,18                                  | [ 21 ]        |
| Bisoprolol                                                                | Chuột nhà, uống                                                      | 100 mg/kg                            | 0,1                                   | [ 22 ]        |
| Cobalt(II) chloride                                                       | chuột cống, uống                                                     | 80 mg/kg                             | 0,08                                  | [ 23 ]        |
| Cadmi oxide                                                               | chuột cống, uống                                                     | 72 mg/kg                             | 0,072                                 | [ 24 ]        |
| Natri fluorua                                                             | chuột cống, uống                                                     | 52 mg/kg                             | 0,052                                 | [ 25 ]        |
| Nicotin                                                                   | chuột cống, uống chuột nhà, ống người, hút thuốc                     | 50 mg/kg 3.3 mg/kg                   | 0,05 0,0033                           | [ 26 ] [ 27 ] |
| Pentaborane                                                               | người, uống                                                          | <50 mg/kg                            | <0,05                                 | [ 28 ]        |
| Capsaicin                                                                 | chuột, uống                                                          | 47,2 mg/kg                           | 0,0472                                | [ 29 ]        |
| Thuỷ ngân(II) chloride                                                    | chuột cống, da                                                       | 41 mg/kg                             | 0,041                                 | [ 30 ]        |
| Lysergic acid diethylamide (LSD)                                          | chuột cống, tĩnh mạch                                                | 16,5 mg/kg                           | 0,0165                                | [ 31 ]        |
| Arsen trioxide                                                            | chuột cống, uống                                                     | 14 mg/kg                             | 0,014                                 | [ 32 ]        |
| Arsen kim loại                                                            | chuột cống, màng bụng                                                | 13 mg/kg                             | 0.013                                 | [ 33 ]        |
| Natri cyanide                                                             | chuột cống, uống                                                     | 6,4 mg/kg                            | 0,0064                                | [ 34 ]        |
| Phosphor trắng                                                            | chuột cống, uống                                                     | 3,03 mg/kg                           | 0,00303                               | [ 35 ]        |
| Strychnine                                                                | người, uống                                                          | 1–2 mg/kg(ước tính)                  | 0,001                                 | [ 36 ]        |
| Cantharidin                                                               | người, uống                                                          | 0,5 mg/kg                            | 0,0005                                |               |
| Aflatoxin B1 (từ Aspergillus flavus)                                      | chuột cống, uống                                                     | 0,48 mg/kg                           | 0,00048                               | [ 37 ]        |
| Nọc của rắn Oxyuranus microlepidotus                                      | chuột cống, dưới da                                                  | 25 µg/kg                             | 0,000025                              | [ 38 ]        |
| Ricin                                                                     | chuột cống, màng bụng chuột cống, uống                               | 22 μg/kg 20–30 mg/kg                 | 0,000022 0,02                         | [ 39 ]        |
| Dioxin (TCCD)                                                             | chuột cống, uống                                                     | 20 µg/kg                             | 0,00002                               | [ 40 ]        |
| Sarin                                                                     | chuột nhà, tiêm dưới da                                              | 17.23 µg/kg (ước tính)               | 0,0000172                             | [ 41 ]        |
| VX (nerve agent)                                                          | người, xông mũi, hấp thụ qua da/mắt                                  | 2.3 µg/kg (ước tính)                 | 0,0000023                             | [ 42 ]        |
| Batrachotoxin (từ chất độc của ếch)                                       | người, tiêm dưới da                                                  | 2-7 µg/kg (ước tính)                 | 0,000002                              | [ 43 ]        |
| Nọc của rắn biển Hydrophis belcheri                                       | chuột, phúc mạc                                                      | 0.25 µg/kg                           | 0,00000025                            |               |
| Maitotoxin                                                                | chuột nhà, phúc mạc                                                  | 0.13 µg/kg                           | 0,00000013                            | [ 44 ]        |
| Poloni-210                                                                | người, hít                                                           | 10 ng/kg (ước tính)                  | 0,00000001                            | [ 45 ]        |
| Botulinum toxin (Botox)                                                   | người, uống, tiêm, hít                                               | 1 ng/kg (ước tính)                   | 0,000000001                           | [ 46 ]        |
| phóng xạ ion hóa                                                          | người, chiếu xạ                                                      | 3-6 Gy                               |                                       |               |

## Độ chất độc
Thang đo logarit có thể giúp so sánh các LD50 khác nhau dễ dàng hơn.